# Перузинска война
Перузинска война е война, състояла се през 41-40 пр.н.е. в Древен Рим, между триумвира Октавиан Август и поддръжници на другия триумвир – Марк Антоний. Поводът е оземляването на ветерани от римската армия. Братът на Марк Антоний – Луций Антоний иска да използва недоволството на италийското население срещу господството на Октавиан, за да осигури еднолична власт на Антоний.

## Обстановка
Ветераните от римската армия трябва да бъдат заселени на конфискуваните земи. Те настояват жителите на най-богатите градове в Италия да бъдат изселени. Жителите на тези градове искат поне обезщетение, но в държавната хазна няма достатъчно пари.

## Опозицията
Противниците на Октавиан, виждат в тази ситуация, възможност да провалят Октавиан и да разчистят пътя пред другия триумвир – Марк Антоний.
Братът на Марк Антоний, и консул от 41 пр.н.е. Луций Антоний не крие, че поддържа изселваните. Едновременно с това, за да спечели ветераните, заявява, че брат му, би извършил заселването по-справедливо. Фулвия, жената на Марк Антоний е водена от други подбуди. Вече знае, че съпругът ѝ има връзка с Клеопатра. Иска да принуди мъжа си незабавно да се върне в Италия, дори с цената на пролята кръв.
И двамата съюзници искат да предизвикат безредици в Италия, за да падне от власт Октавиан и да дойде Антоний. На тяхна страна са и трима големи военачалници, който признават като единствен авторитет Марк Антоний и биха се притекли на помощ в случаи на нужда. Това са Азиний Полион и Вентидий Бас, под чието командване има няколко легиона в Цизалпийска Галия. Наместникът в Нарбонска Галия Квинт Фуфий Кален командва други 11 легиона. От своя страна Октавиан разполага само с 4 легиона и преторианската гвардия.

## Развой на събитията
Октавиан е отблъснат Нурсия и започва обсада на град Сентинум. Луций, който е в Пренесте потегля към Рим и побеждава Лепид, който защитва града. По негово предложение Сенатът обявява Октавиан и Лепид за врагове на народа. Научавайки за това Октавиан потегля по Виа Фламиния към Рим изпращайки инструкции на Руф, който пътува с шест легиона през Умбрия да продължи с обсадата на Сентиум. С приближаването на войските на Октавиан, Луций Антоний изоставя Рим с намерението да се присъедини към лейтенантите на Антоний – Квинт Фуфий Кален, Вентидий Бас и Азиний Полион в Галия. Октавиан окупира Рим без кръвопролития, след което изпраща Агрипа да преследва Луций Антоний от юг. Сенатът приема ново постановление, съгласно което Луций Антоний е враг на народа.
Първият ход на Агрипа е да превземе Сутриум – важен град за Луций Антоний намиращ се на Виа Касия. Агрипа се опитва да привлече вниманието на Луций към себе си и да осигури достатъчно време на Квинт Руф, които превзема Сентинум и Нурсия да дойде от североизток и да приближи войските на Луций по Вия Фламиния в тил. Планът на Агрипа успява, Луций се връща назад към Сутриум и за негова изненада разбира, че пътят на север е блокиран от Руф. Не смеейки да рискува битка, Луций се отправя на север по Вия Касия към офицерите на брат си, докато Руф възпрепятства напредването му, а Агрипа атакува тилът му. Докато Луций напредва на север, генералите на Октавиан се опитват да го приклещят в дефилетата на Етрурия през които преминава Вия Касия. Виждайки, че няма да може да стигне до Галия, Луций се връща към Перузия, където е обсаден от комбинираните армии на Октавиан, Руф и Агрипа.
Октавиан подобно на Цезар при Алезия, обгражда Перузия с укрепления за да предотврати евентуално бягство от града и да обезкуражи нападения от лейтенантите на Антоний. Вентидий Бас, Азиний Полион и Мунаций Планк с тринадесет легиона под тяхно командване се опитват да вдигнат обсадата на града, но не успяват след като Агрипа и Руф им нанасят тежки поражения. Тримата пълководци изоставят Луций и Фулвия на произволът на съдбата и се оттеглят. Перузия се затруднява заради липсата на храна. Забраняват на робите да се дава храна. През февруари 40 пр.н.е. започват преговори. Октавиан уверява Луций Антоний, че ако се предаде, ще може да разчита на неговата снизходителност и нито той, нито войниците и офицерите ще ги очаква наказание. Октавиан не иска да изостря отношенията си с Антоний. Той не само пощадява живота на Луций, но му разрешава да отиде при брат си. Луций отказва. Луций Антоний е принуден да се предаде след няколко месеца на обсада (зимата на 40 пр.н.е.).

## Последствия
Членовете на градския съвет на Перузия, 300 души, са вкарани в затвора. На 15 март, 5 години след убийството на Цезар, те са посечени пред олтара му. Пощаден е само Луций Емилий, тъй като е гласуван за осъждане на убийците на Цезар. Сенаторите, които са подкрепяли Луций и са били с него в Перузия, надявайки се да се върне стария републикански ред, са освободени, но поставени под надзор. Най-непримиримите са осъдени на смърт.
Перузия е плячкосана. Неочаквано възниква и пожар, който окончателно съсипва града. Фулвия в началото бяга в Бриндизи, после в Гърция, а след това се отправя при мъжа си в Египет. По пътя за Египет, в Сикион, неочаквано умира. Години след това, Октавиан нарежда града да бъде възстановен. В негова памет, той е преименуван на Августа Перузия.
Въпреки Перузинската война, триумвиратът не е разрушен. Октавиан, стремейки се да избегне конфликт с Антоний, му предлага за жена, своята сестра Октавия. Този брак укрепва съюза на триумвирите. С решителните си действия по време т.нар. Перузинска война, Октавиан Август показва, че няма да търпи никаква съпротива и опити да бъде възстановен републиканския строй.

### Цитирана литература

#### Класически автори
- Светоний. Живота на Август //   Loeb Classical Library, 1913. (на английски)
- Касий, Дион. Римска История //   Loeb Classical Library, 1917. (на английски)
- Апиан. Римска История, Римски Войни //  Книги 4 и 5.   Loeb Classical Library, 1913. (на английски)
- Ливий, Тит. „История на Рим (фрагменти от изгубените книги)“ //   Perseus Digital Library. (на английски)

#### Модерни автори
- Cosme, Pierre. Auguste //   Librairie Académique Perrin, 2005. ISBN 978-2-262-01881-8. (на френски)
- Reinhold, Meyer. „The Perusine War“. Т. 26 no. 23.   The Classical Weekly, April 1933. (на английски)
- Reinhold, Meyer. „Marcus Agrippa. A biography“.   New York, The W. F. Humphrey Press Geneva, 1933. (на английски)
- Roddaz, Jean-Michel. „Marcus Agrippa“.   École Française de Rome, 1984. ISBN 2-7283-0069-0. (на френски)
- Bowman, Champlin, Lintott, Alan K., Edward, Andrew. The Cambridge Ancient History Volume 10: The Augustan Empire, 43 B.C. – A.D. 69 //   Cambridge University Press, 1996. ISBN 0-521-26430-8. (на английски)
- Syme, Sir Ronald. „The Roman Revolution“.   Oxford University Press, 1939. (на английски)